# Изложба „Графика” (1970)
Изложба „Графика” се одржала у периоду од 2. до 15. октобра 1970. године у Дому културе Бања Луке.

## Уметнички савет
Избор радова за изложбу је извршио Уметнички савет Графичке секције Удружења ликовних уметника Србије у следећем саставу:
- Бранислав Макеш
- Вукосава Драговић
- Душан Матић

## Излагачи
1. Вукосава Драговић
2. Емир Драгуљ
3. Ђељош Ђоковић
4. Милан Жунић
5. Слободан Иванковић
6. Љубодраг Јале Јанковић
7. Милорад Доца Јанковић
8. Зоран Добротин Јовановић
9. Бошко Карановић
10. Марко Крсмановић
11. Богдан Кршић
12. Александар Луковић
13. Душан Матић
14. Вукосава Мијатовић
15. Душан Микоњић
16. Миодраг Нагорни
17. Александра Паскутини
18. Слободан Пејовић
19. Ратомир Пешић
20. Божидар Продановић
21. Младен Србиновић
22. Халил Тиквеша
23. Стојан Ћелић
24. Славољуб Чворовић
25. Божидар Џмерковић
26. Кемал Ширбеговић